# Pelem (Pringkuku)
Pelem is een bestuurslaag in het regentschap Pacitan van de provincie Oost-Java, Indonesië. Pelem telt 3481 inwoners (volkstelling 2010).